# Sidonie de la Houssaye

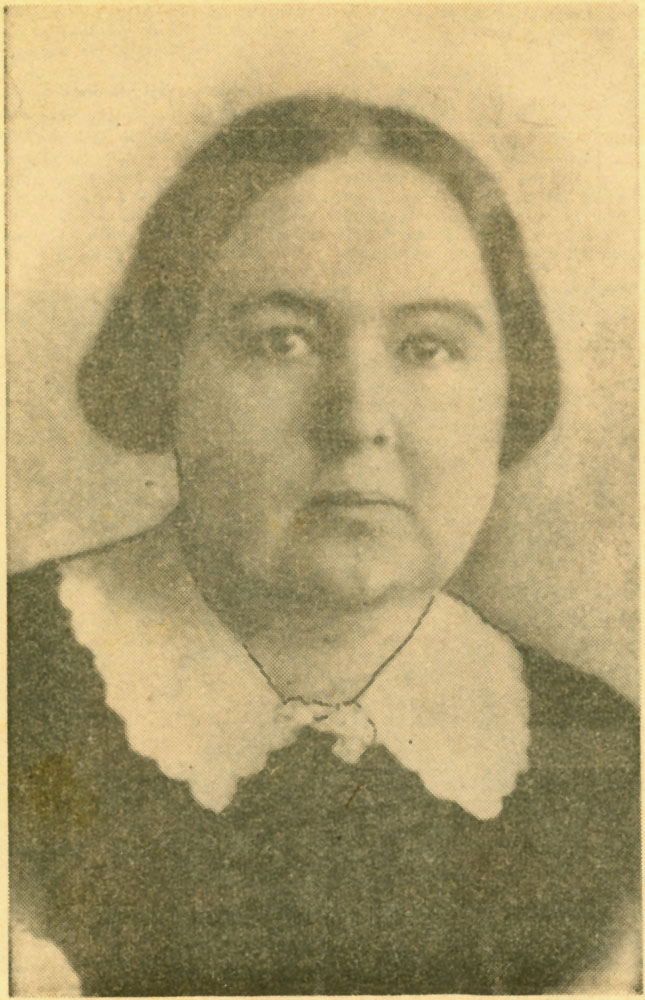
Sidonie de la Houssaye (vor 1890)

Sidonie de la Houssaye, Geburtsname Hélène Perret, Pseudonym, Louise Raymond (* 17. August 1820 in Edgard; † 18. Februar 1894) war eine US-amerikanische Schriftstellerin.

## Leben
Sie war die Tochter des Kreolen Françoise Pain und Ursin Perret und erhielt eine zweisprachige Ausbildung in Englisch und Französisch an der St. John the Baptist Parish. Sie hatte acht Söhne und eine Tochter mit Alexandre Pelletier de la Houssaye.
Nach dem Tod ihres Mannes in den Sezessionskriegen arbeitete sie als Lehrerin in Franklin.

## Werke
- Contes d’une grand-mère louisianaise
- Pouponne et Balthazar, 1888
- Les Quarteronnes de La Nouvelle Orléans (Tetralogie, Le Méchacébé):

Gina la quarteronne
Dahlia la quarteronne
Octavia la quarteronne
Violetta la quarteronne